# NGC 643B
NGC 643B (другие обозначения — ESO 29-53, IRAS01384-7515, PGC 6117) — линзообразная галактика (SB0) в созвездии Южная Гидра.
Этот объект не входит в число перечисленных в оригинальной редакции «Нового общего каталога» и был добавлен позднее.